# ای سیبریاکف (یخ‌شکن)
ای سیبریاکف (یخ‌شکن) (به انگلیسی: A. Sibiryakov (icebreaker)) یک کشتی بود که طول آن ۷۶٫۵ متر (۲۵۱ فوت) بود. این کشتی در سال ۱۹۰۹ ساخته شد.